# Budowla obronna w Fałkowie
Budowla obronna w Fałkowie – pierwszy raz wzmiankowano istnienie zamku w 1418 roku w dokumencie opisującym podział majątku. Obiekt mógł istnieć wcześniej, bo biskup krakowski Piotr z Fałkowa (1347-1348) miał pochodzić "de castro Falkow". Obecnie istniejące ruiny dworu pochodzą z początku XVII w. Stoją na wzniesieniu, otoczone fosą wypełnioną wodą. Zachowane mury pierwszego piętra z oknami i bramą wjazdową oraz piwnice. Do zamku prowadził drewniany most zwodzony. Ze względu na niewielkie rozmiary, historycy sztuki uznają kamienno-ceglany budynek nie za zamek, lecz dwór obronny. Zamek uległ zniszczeniu w XVII wieku, głównie pod naporem Szwedów.